# Biotodoma cupido
Biotodoma cupido là một loài cá hoàng đế ở Nam Mỹ. Nó có nguồn gốc sông ở lưu vực sông Amazon và Essequibo. Đôi khi nó được tìm thấy trong các thị trường cá cảnh.